# 닛산 스타디움 (내슈빌)
닛산 스타디움(Nissan Stadium)는 미국 테네시주 내슈빌에 있는 미식축구 경기장이다. 주로 스포츠 경기를 열지만 음악 콘서트와 축제도 연다. NFL의 테네시 타이탄스의 홈구장이다.
2010년 5월 3일 경기장 옆에 흐르는 컴벌랜드 강이 폭우로 인해 범람하면서 경기장과 안의 라커룸이 침수되는 피해를 입었다.
2011년 3월 29일 미국 대 파라과이 축구 경기가 열렸다.